# Stephanotheca perforata
Stephanotheca perforata is een mosdiertjessoort uit de familie van de Lanceoporidae. De wetenschappelijke naam van de soort is voor het eerst geldig gepubliceerd in 2012 door Reverter-Gil, Souto & Fernández-Pulpeiro.